# Amphisbaena cerradensis
Amphisbaena cerradensis é uma espécie de réptil da família Amphisbaenidae. Descrito originalmente no gênero Leposternon em 2008, foi recombinado para o gênero Amphisbaena em 2009.
A espécie foi descoberta na construção de uma hidrelétrica no município de Aporé no sudoeste de Goiás.